# Rejon semeniwski (obwód połtawski)
Rejon semeniwski – jednostka administracyjna w składzie obwodu połtawskiego Ukrainy.
Powstał w 1923. Ma powierzchnię 1300 km² i liczy około 33 tysięcy mieszkańców. Siedzibą władz rejonu jest Semenówka.
W skład rejonu wchodzą 1 osiedlowa rada oraz 20 silskich rad, obejmujących 59 wsi i 5 osad.